# Ожимек
Ожѝмек (на полски: Ozimek; на немски: Malapane) е град в Южна Полша, Ополско войводство, Ополски окръг. Административен център е на градско-селската Ожимешка община. Заема площ от 3,25 км2.

## Население
Според данни от полската Централна статистическа служба, към 31 декември 2013 г. населението на града възлиза на 9 218 души. Гъстотата е 2 836 души/км2.